# Mugnano del Cardinale
Mugnano del Cardinale je talijanski grad u regiji Kampaniji i provinciji Avellino. 
Ima 4910 stanovnika. Gustoća naseljenosti je 409 stanovnika po km². Grad je poznat je po bazilici svete Filomene. Lokalni svećenik, don Francesco de Lucia zaslužan je za prijenos relikvija sv. Filomene iz Rima u Mugnano del Cardinale, 10. kolovoza 1805., nakon čega je grad postao važno hodočasničko središte. 